# Ptychosperma macarthurii
Ptychosperma macarthurii es una especie de palma originaria de Nueva Guinea y Australia, ampliamente cultivada en los trópicos. 

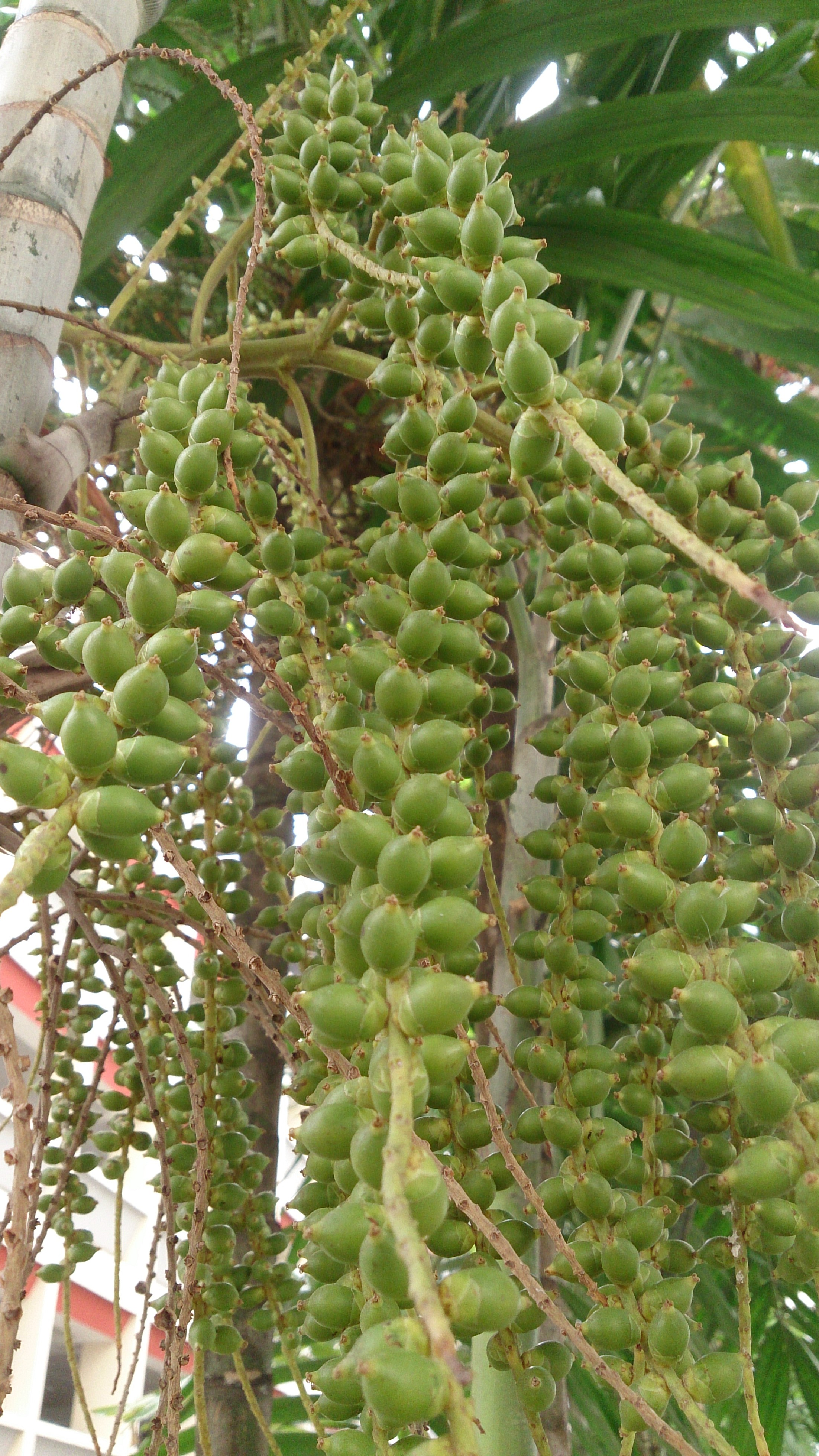
Frutos

## Descripción
Son palmeras generalmente cespitosas, inermes; tallos que alcanzan un tamaño de hasta 7 m de alto y 4–7 cm de diámetro, lisos, anillados; plantas monoicas. Hojas 8–10; pinnas 23–28 a cada lado, las medias 27–56 cm de largo y 3.5–5.7 cm de ancho; vaina de 30–60 cm de largo, densamente blanco-lanada, pecíolo 13–58 cm de largo, finamente café-lepidoto. Inflorescencias infrafoliares, 25–45 cm de largo, con 3 órdenes de ramificación, pedúnculo 2.5–6.5 cm de largo, bráctea peduncular inferior tubular, unida a y encerrada por el profilo, brácteas pedunculares superiores y brácteas de las ramas prominentes; raquillas 17–37 cm de largo, con 44–82 grupos de flores, basalmente en tríades y pares de flores estaminadas distalmente, verdes o blanco-verdosas; sépalos y pétalos libres; flores estaminadas ovoides, 6–8 mm de largo, estambres 26–40; yemas pistiladas 3–3.5 mm de largo, estaminodios dentiforme-lineares. Frutos irregularmente ovoides, 1.2–1.6 cm de largo y de 0.8 cm de ancho, rojos, residuo estigmático apical, perianto persistente, epicarpo granular, mesocarpo carnoso, mucilaginoso o tanífero, endocarpo fibroso; semilla profundamente 5-acanalada o con apariencia 3-acanalada en sección transversal, endosperma homogéneo, embrión basal, eofilo bífido.

## Taxonomía
Ptychosperma macarthurii fue descrito por (H.Wendl. ex H.J.Veitch) H.Wendl. ex Hook.f.   y publicado en Report on the Progress and Condition of the Royal Gardens at Kew 1882: 55. 1884.
Etimología
Ptychosperma: nombre genérico que deriva de las palabras griegas: ptyx = "pliegue o hendidura" y sperma = "semilla", en referencia a la semilla ranurada.
macarthurii: epíteto otorgado en honor de Sir William Macarthur (1800–1882), quien fue uno de los horticultores más activos e influyentes en Australia  a mediados y finales del siglo XIX.
Sinonimia
- Actinophloeus bleeseri Burret
- Actinophloeus hospitus Burret
- Actinophloeus macarthurii (H.Wendl. ex H.J.Veitch) Becc. ex Raderm.
- Actinophloeus macarthurii var. hospitus (Burret) L.H.Bailey ex D.Fairchild
- Carpentaria bleeseri (Burret) Burret
- Kentia macarthurii H.Wendl. ex H.J.Veitch	basónimo
- Ptychosperma bleeseri Burret
- Ptychosperma hospitum (Burret) Burret
- Ptychosperma julianettii Becc.
- Saguaster macarthurii (H.Wendl. ex H.J.Veitch) Kuntze[3][4]